# Oliarus vittata
Oliarus vittata är en insektsart som beskrevs av Metcalf 1923. Oliarus vittata ingår i släktet Oliarus och familjen kilstritar. Inga underarter finns listade i Catalogue of Life.